# Брињи Воданкур
Брињи Воданкур (фр. Brugny-Vaudancourt) насеље је и општина у североисточној Француској у региону Шампањ-Арден, у департману Марна која припада префектури Еперне.
По подацима из 2011. године у општини је живело 459 становника, а густина насељености је износила 23,1 становника/km². Општина се простире на површини од 19,87 km². Налази се на средњој надморској висини од 180 метара.

## Демографија
| 1962. | 1968. | 1975. | 1982. | 1990. | 1999. | 2011. |
| ----- | ----- | ----- | ----- | ----- | ----- | ----- |
| 269   | 296   | 292   | 329   | 310   | 388   | 459   |

График промене броја становника у току последњих година